# George Godfrey
Feab Smith Williams, meglio conosciuto come George Godfrey (Mobile, 25 gennaio 1897 – 13 agosto 1947), è stato un pugile statunitense.
La International Boxing Hall of Fame lo ha riconosciuto fra i più grandi pugili di ogni tempo. La rivista Ring Magazine lo ha inserito nel proprio elenco dei primi 100 puncher di ogni epoca.

## Biografia

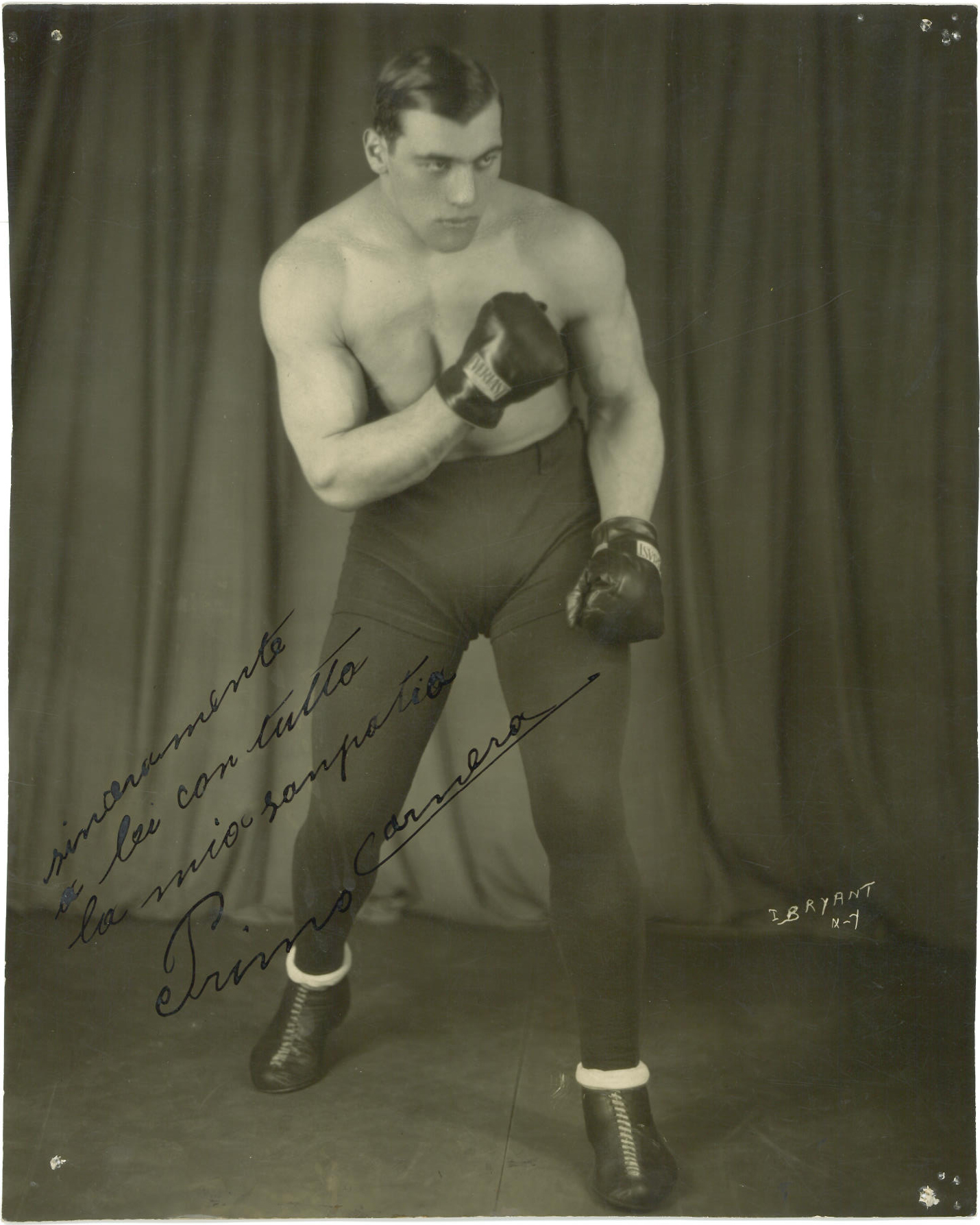
Foto con dedica autografa di Carnera, anni trenta.

Pugile afroamericano, divenne professionista nel 1919. Non disputò mai un incontro valido per il titolo mondiale, ma detenne il non ufficiale titolo di "colored heavyweight title" nell'epoca pre-Joe Louis. Si batté con Sam Langford (un pari e due sconfitte per KO), Jack Sharkey (una sconfitta) e Paulino Uzcudun (una vittoria).
Il 23 giugno 1930 mandò al tappeto alla quinta ripresa sino al conto totale Primo Carnera, all'epoca grande promessa del pugilato d'oltre oceano. Fu però squalificato per aver colpito l'avversario al di sotto della cintura. Le successive dichiarazioni dello sconfitto, tuttavia, lasciarono dubbi sulla regolarità di questo incontro.